# Harpachne harpachnoides
Harpachne harpachnoides är en gräsart som först beskrevs av Eduard Hackel, och fick sitt nu gällande namn av Bi Sin Sun och Song Wang. Harpachne harpachnoides ingår i släktet Harpachne och familjen gräs. Inga underarter finns listade i Catalogue of Life.